# Ștefan Drăgulescu
Iosif Ștefan Drăgulescu (n. 14 ianuarie 1943, Lugoj, Timiș, România) este un medic cardiolog român, profesor la Universitatea de Medicină și Farmacie „Victor Babeș” din Timișoara din anul 1990 și politician, fost senator  în legislatura 1996-2000, ales în județul Timiș pe listele partidului PNȚCD. În legislatura 2008-2012, Iosif Ștefan Drăgulescu a fost ales deputat pe listele PDL și a fost membru în grupul parlamentar de prietenie cu Republica Elenă. În perioada 1996-1997, Iosif Ștefan Drăgulescu a fost ministrul sănătății. Iosif Ștefan Drăgulescu a fost rector al Universității de Medicină și Farmacie V. Babeș din Timișoara în 1992, 1996, 2000 - 2005, 2006.
În 2019 a fost ales membru de onoare al Academiei Române.